# Rhagodixa transjordania
Rhagodixa transjordania är en spindeldjursart som beskrevs av Roewer 1933. Rhagodixa transjordania ingår i släktet Rhagodixa och familjen Rhagodidae. Inga underarter finns listade i Catalogue of Life.